# Karl Asmund Rudolphi
Israel Karl Asmund Rudolphi (Stoccolma, 14 luglio 1771 – Berlino, 29 novembre 1832) è stato un fisiologo, zoologo e biologo svedese naturalizzato tedesco.

## Biografia
Figlio di un insegnante di Stralsund in Pomerania, regione che apparteneva allora alla corona svedese poi. Frequentò la facoltà di medicina alle Università di Jena ma non si laureò in questa disciplina, poiché era interessato alla Storia Naturale, quindi si iscrisse alla facoltà di Scienze biologiche a Dresda  studiando Zoologia, poi Anatomia comparata in quella di Erlangen e Botanica in quella di Gottinga, si laureò in Biologia con una tesi di Ittiologia, che aveva come argomento i costumi e la vita di alcuni ciclidi Africani. Nel 1793 ottenne il dottorato all'Università di Greifswald con una tesi sui vermi parassiti intestinali, in diversi Attinopterigi. Nel 1801, dopo avere insegnato nella scuola veterinaria di Berlino, divenne professore all'istituto veterinario di Greifswald; successivamente, nel 1808, ottenne le cattedre di anatomia e di fisiologia all'università di Berlino, che conservò tutta la vita.
Nel 1810 Rudolphi fondò il museo di scienze della natura e zoologia di Berlino che diventerà, con il nome di "Museum für Naturkunde der Humboldt-Universität zu Berlin" uno dei più grandi del mondo. Dette numerosi contributi scientifici in vari campi,  soprattutto in quello della parassitologia, dell'anatomia e della fisiologia, della zoologia e della botanica.  È stato il primo a descrivere i nematodi e a descrivere il ciclo vitale di Ascaris lumbricoides, uno dei più importanti nematodi parassiti dell'uomo. Uno dei suoi scritti più celebri è il manuale di biologia, Grundriß der Physiologie, la cui prima edizione apparve nel 1821 e che aggiornò fino alla fine della sua vita; in quest'opera Rudolphi sostenne fra l'altro che le "razze umane" dovevano essere considerate come specie, facendo di questo scritto una delle basi del razzismo nei periodi precedenti il nazismo.
Il suo successore alla cattedra di fisiologia e di anatomia dell'università di Berlino fu Johannes Peter Müller (1801-1858).

## Scritti
- Beobachtungen über die Eingeweidewürmer in: Archiv für Zoologie und Zootomie, 2, 1801, pp. 1-65, s.a. [collegamento interrotto], su edocs.ub.uni-frankfurt.de.
- Neue Beobachtungen über die Eingeweidewürmer in: Archiv für Zoologie und Zootomie, 3, 1803, pp. 1-32, s.a. [collegamento interrotto], su edocs.ub.uni-frankfurt.de.
- Entozoorum sive vermium intestinalium historia naturalis (Amsterdam 1808-10, 3 vol.),  Synopsis entozoorum (Berlin 1819) ein Auszug ist
- Grundriß der Physiologie (Berlin 1821-1828; incompiuto)
- Anatomie der Pflanzen (Berlin 1807)
- Beiträge zur Anthropologie und allgemeinen Naturgeschichte (Berlin 1812)

## Abbreviazione botanici
| Rudolphi è l'abbreviazione standard utilizzata per le piante descritte da Karl Asmund Rudolphi. Consulta l'elenco delle piante assegnate a questo autore dall'IPNI. |

## Fonti
- Le voci  "Karl Asmund Rudolphi" in Wikipedia in lingua francese e in lingua inglese